# Phlox pattersonii
Phlox pattersonii là một loài thực vật có hoa trong họ Polemoniaceae. Loài này được Prather miêu tả khoa học đầu tiên năm 1994.